# Atalaya (Veraguas)
Atalaya es un corregimiento y ciudad cabecera del distrito en la provincia de Veraguas, República de Panamá. La localidad tiene 7.762 habitantes (2023).